# Bouiche
Pour les articles homonymes, voir Bouiche (homonymie).
Bouiche est un village de Kabylie commune de El-Adjiba daira de Bechloul dans la Wilaya de Bouira en Algérie.

## Géographie
Le village de Bouiche est situé à l'est d’El Adjiba et à l'ouest de Bechloul. Il compte environ 300 habitants. Un chemin de fer traverse ce village.

## Origine du nom
Le nom de Bouiche n'a aucune signification en berbère. Les habitants de la commune viennent de la grande tribu des Ait Yala qui pratiquaient la grande transhumance entre le Djurdjura et les plaines qui longent les Oueds Zaiane et Ed Hous.
Des sites archéologiques trahissent encore un passé tumultueux de la région. Des ruines romaines existent de nos jours au lieu-dit Tighilt Tazougaght. Le mont de Aousso à Tilesdit garde encore les ruines d'un fortin turc ou vivait et régnait un tyran qui porte le même nom et qui fut assassiné dans son sommeil par un sbire de la famille des Ait Chacha. Les Ait yala ont de tout temps fait face farouchement à toutes les invasions.
Actuellement une mosquée, la première d'ailleurs, est en construction.[réf. nécessaire]